# Chetogena nigricornis
Chetogena nigricornis är en tvåvingeart som först beskrevs av Robineau-desvoidy 1830.  Chetogena nigricornis ingår i släktet Chetogena och familjen parasitflugor.
Artens utbredningsområde är Frankrike. Inga underarter finns listade i Catalogue of Life.